# Соледад Казорла
Соледад Казорла Прието (Лараш, 19. фебруар 1955 — Мадрид, 4. мај 2015) била је правница и прва шпанска тужитељка против родно заснованог насиља. Окупила је тим стручњака који су радили на овом пољу у Шпанији након стварања Интегрисаног закона против насиља над женама 2004. године. Радила је у струци десет година, од 2005. до своје смрти. Остала је упамћена као бранитељка једнакости, а њена професионална каријера је била блиско повезана са развојем овог закона.
Биографија
Соледад Казорла је рођена 1955. године у Ларашу, тадашњем шпанском протекторату у Мароку, где је њена породица емигрирала на крају 19. века. Њен отац је био официр високог ранга. Њен старији брат, Луис Марија Казорла, је такође постао правник. Каријеру је започела 1981. године у Ђиронском тужилаштву. Године 1984, преселила се у Ваљадолид, наредне године се придружила Територијалној аудијенцији Мадрида, а затим је од 1993. радила у Инспекторату у оквиру Државног тужилаштва и на крају као технички секретар.
У септембру 1996. године именована је за јавног тужиоца Вишег суда, одакле се, између осталог, изборила за јавну оптужницу против Марија Кондеа у случају Банесто.
Од 2005. године, она је постала јавни тужилац при Одељењу против насиља над женама којег је она предложила Државном правобраниоцу, Кандиду Конде-Пумпиду, и у октобру 2010. године била је поново изабрана. Ово одељење је основало Посматрачко тело против родно заснованог насиља.
Казорла је учествовала и на међународним скуповима за одбрану женских права (Француска, Велика Британија, Мароко, Доминиканска Република, Боливија, Еквадор, Кина и Нигер), као државни правник, сарађујући на публикацијама и чланцима који се односе на различита питања у вези са Кривичним законом.
Као заштитник једнакости, и уз лично велико залагање и професионални интерес у борби против насиља над женама, њена професионална каријера је блиско повезана са развојем овог закона у Шпанији, са посебним фокусом на заштиту деце која расту гледајући насиље над својим мајкама.
Казорла је била удата за новинара Хоакина Тагара и имали су троје деце. Умрла је од можданог удара у Мадриду 4. маја 2015.

## Признања
- 2014: Медаља части из Мадридске правне школе;[10]
- Новембар 2008: признавање њеног рада у борби против насиља над женама које додељује Министарство за равноправност;
- Октобар 2015, чин устоличења треће генерације самита жена правника;
- Фебруар 2016, 11. издање награда за анализе против породичног и родно заснованог насиља 2016, којим се одаје почаст њеном раду;[11]
- Фебруар 2016, Отворен је фонд за стипендије за лични развој, образовну подршку и побољшање живота девојчица и дечака који су изгубили своје мајке због родно заснованог насиља.[12]